# Historia Poznania 1768–1793

## Konfederacja barska
Gdy w lutym 1768 zawiązała się konfederacja barska, jej ideały znalazły dość duże poparcie wśród wielkopolskiej szlachty. Chcąc zapobiec wybuchowi powstania w regionie, w maju tego samego roku do Poznania wkroczyły wojska rosyjskie. Nie przeszkodziło to jednak w działalności spiskowców popierających konfederację.
Pierwszym przywódcą konfederatów w regionie był Wojciech Rydzyński. Do jego spisku należeli m.in. oficerowie stacjonujących w Poznaniu regimentów polskich oraz uczniowie kolegium jezuickiego. Działania dowodzącego polskimi wojskami gen. Karola Wojciecha Schancka spowodowały, że do powstańców dołączyli tylko nieliczni żołnierze. Natomiast konspiracja w kolegium okazała się zbyt słaba, aby rozszerzyć się na mieszczan.
Kolejnym przywódcą konfederatów w Wielkopolsce był Jakub Ulejski, jednak w międzyczasie liczba żołnierzy rosyjskich oraz polskich wiernych Stanisławowi Augustowi wzrosła do 2000, dzięki wkroczeniu do miasta oddziałów ppłk. Bocka. Sprawiło to, że wezwanie do przystąpienia do konfederacji spotkało się z miernym odzewem. Co więcej, armia rosyjska nadzorowała na sejmiku w Środzie Wielkopolskiej wybory posłów z trzech wielkopolskich województw (poznańskiego, kaliskiego i gnieźnieńskiego) na Sejm, który miał się zebrać w 1768 i poprzeć króla. Na sejmiku tym uchwalono, co prawda, stanowisko potępiające konfederatów, jednak jednocześnie wezwano Sejm do przywrócenia „wewnętrznej zgody” oraz oddalenia „ruiny” i „wojny domowej”, a także zażądano zmniejszenia liczby wojsk stacjonujących w Poznaniu oraz restauracji Trybunału Koronnego w mieście.
Aktywność barzan w Wielkopolsce wzrosła wyraźnie jesienią, gdy na ich czele stanął Ignacy Skarbek-Malczewski. Z drugiej strony do Poznania wkroczył liczący 1200-1600 żołnierzy rosyjski oddział majora Iwana Drewicza. Jego skuteczne akcje przeciw konfederatom sprawiły, że zyskał sobie przydomek „bicza moskiewskiego”. Jednocześnie w samym mieście stworzył poważnie obciążający miasto system świadczeń. Aby rozłożyć te powinności na wszystkie osoby w swojej jurysdykcji, część świadczeń rada miejska w kwietniu 1769 przerzuciła na chłopów z miejskich wsi. Złą sytuację pogłębiało odcięcie miasta od reszty kraju przez konfederackie oddziały dowodzone przez Antoniego Morawskiego. Chcąc zapobiec zdobyciu Poznania, dowodzący całym rosyjskim garnizonem gen. Apraksin nakazał oświetlanie nocą wszystkich ulic, zakazał cotygodniowych targów, handlu bronią i amunicją, nakazał zdanie przez mieszczan całej posiadanej broni, a także nie dopuścił do odbycia się sądów ziemskich, obawiając się, że obecność dużej liczby szlachty w obrębie murów miejskich może zostać wykorzystana przez barzan do opanowania miasta.
W czerwcu 1769 rozwój powstania na Litwie oraz groźba opanowania przez konfederatów Warszawy sprawiły, że Rosjanie zdecydowali się wycofać z Wielkopolski na Mazowsze. Odwrót miał miejsce w nocy z 20 na 21 czerwca. Wycofując się Asparkin nakazał straży miejskiej utrzymanie posterunków w bramach oraz w ratuszu, jednak nikt nie liczył, że stawi ona jakikolwiek opór barzanom. Wycofanie się Rosjan okazało się jednak sporą niespodzianką dla wielkopolskich konfederatów. Ich pierwsze oddziały, maszerujące spod Bydgoszczy, zjawiły się pod miastem dopiero 23 czerwca, zaś dowodzący nimi Morawski wkroczył do Poznania dopiero 29 czerwca. Wydarzenie to uczczono nabożeństwem w poznańskiej farze oraz ucztą ku czci burgrabiego zamku. Natomiast 4 lipca do miasta wjechał przywódca wielkopolskich konfederatów, Ignacy Malczewski, który odebrał przysięgę na wierność od rady miasta. Nałożył również na żołnierzy konfederacji obowiązek przestrzegania dyscypliny wojskowej, zaś mieszkańcom i innowiercom zagwarantował bezpieczeństwo. Tych ostatnich za sprzyjanie Rosjanom ukarał jedynie 2000 dukatami kontrybucji (później sumę tę zmniejszono do 1500 dukatów i rozłożono na 5 miesięcy). Fakt, że była to pierwsza armia, która nie złupiła miasta, szybko przysporzył konfederatom poparcia wśród wszystkich warstw mieszczan.
Postawa Malczewskiego sprawiła, że miasto bez oporu płaciło nałożone przez konfederatów podatki. Tym bardziej, że obciążały one mieszkańców nie od głowy, lecz w zależności od konsumowanych dóbr. Dodatkowo do armii konfederackiej wstąpiło wielu mieszczan, zaś samo miasto oddało armii kilka armat wyremontowanych z własnych środków. W samym mieście utworzono również lazaret dla rannych barzan. Wszystkie te dowody wierności wobec nowych władz sprawiły, że w uniwersale z 9 sierpnia 1769 Malczewski uwolnił Poznań oraz należące od niego wsie z wszystkich świadczeń na rzecz armii.
O wiodącej roli miasta w działaniach konfederatów świadczy zwołanie tu 5 lipca Koła Generalnego, które miało skontrolować finanse konfederatów, a także powołanie 6 sierpnia Izby Konsyliarskiej, mającej prawo mianować oficerów, sędziów i urzędników, a także sprawującej władzę wykonawczą. W mieście odbył się również w dniach 5–21 sierpnia zjazd marszałków konfederackich. Uchwalili oni wysłanie kilku wielkopolskich oddziałów w kierunku Krakowa, aby podtrzymać upadające powstanie w Małopolsce, a także utworzyć kordon wojskowy ciągnący się od Poznania do Częstochowy. Nie udało się natomiast powołać marszałka prowincjalnego Wielkopolski.
Jesienią okazało się, że dobrowolne darowizny mieszkańców regionu są niewystarczające w stosunku do potrzeb konfederacji. W związku z tym 26 października Izba Konsyliarska obłożyła świadczeniami miasta regionu, nie były one jednak rozłożone równomiernie. Obciążenie Poznania zostało maksymalnie zredukowane, zaś w samym mieście obciążono głównie innowierców. Dla przykładu Poznań miał wystawić kontyngent 20 piechurów podczas gdy Leszno i Kalisz po 50, zaś Rogoźno i Szlichtyngowa po 30. Zaś z 1300 dukatów podatku katolicy mieli oddać jedynie 100.
W końcu 1769 konfederaci w Małopolsce zostali pokonani przez Rosjan, zaś niedobitki barzan wycofały się w okolice Sieradza. Bezpośrednie zagrożenie sprawiło, że Izba Konsyliarska 16 grudnia opuściła Poznań i przeniosła się do Rawicza. Kolejne klęski konfederatów na początku 1770 ujawniły rosyjską przewagę. W tym okresie Poznań stał się, wraz z Gnieznem, punktem zbornym rozbitych wojsk konfederackich. W tym samym okresie Ignacy Malczewski przeniósł się z Poznania do Preszowa. Nad oddziałami pozostającymi w mieście komendę objął Antoni Morawski. Podjął on co prawda prace mające na celu wzmocnienie leżących w ruinie fortyfikacji, jednak sam nie wierzył w możliwość skutecznej obrony miasta. Do tego sytuację pogarszała demoralizacja rozbitych wojsk.
Gdy Morawski dowiedział się o zbliżaniu się do miasta korpusu rosyjskiego pod dowództwem Karla Rönne, wycofał swoje oddziały pod Kościan, pozostawiając w mieście jedynie 200 słabo uzbrojonych piechurów oraz dwie chorągwie lekkiej kawalerii. Ten szczupły garnizon został szybko pokonany przez Rosjan i 20 marca 1770 Poznań został zdobyty, mimo że oddziały Morawskiego miały prawie trzykrotną przewagę liczebną. Obawiając się kontrataku, Rosjanie rozpoczęli wzmacnianie fortyfikacji miejskich. Do prac zatrudnili mieszczan i chłopów z okolicznych wsi, nakładając na nich również kontrybucje oraz rekwiracje. Jednocześnie w Poznaniu zaczęto organizować tę grupę szlachty, która reprezentowała środowiska prokrólewskie i prorosyjskie. Przewodzili im Józef Mielżyński, Kazimierz Raczyński oraz Władysław i Aleksander Gurowscy. Chcieli oni stworzyć agendę Rady Patriotycznej. Aby wesprzeć te działania Rönne zwołał na 10 maja 1770 zjazd szlachty, który miał potępić konfederację oraz wezwać pozostałych do recesów. Jednak potępienie zjazdu przez Generalność konfederacji sprawiło, że próba utworzenia silnej opozycji wobec konfederacji nie powiodła się.
Mimo utraty Poznania i kilku porażek konfederaci nadal mieli pewne możliwości walki w Wielkopolsce. W październiku 1770 miastu zagroził Kazimierz Pułaski, który zdobył Wildę i kilka innych wsi, jednak jego atak w nocy z 19 na 20 października został odparty. W grudniu 1770 miasto próbował zdobyć Morawski wspomagany przez Pawła Skórzewskiego. Zdobył przedmieście św. Marcina, jednak wobec biernej postawy oddziałów Sieroszewskiego zrezygnował z ataku, oskarżając go o zaprzepaszczenie szansy na zdobycie miasta. Zaś nocą z 19 na 20 stycznia 1771 regimentarz Józef Zaremba rozpoczął atak, który był częścią konfederackiego planu opanowania wszystkich większych miast w kraju. Jednak posiadający pod swą komendą jedynie kawalerię Zaremba nie był w stanie przeprowadzić skutecznego szturmu. Ponadto przed jego przybyciem Rosjanie spalili Groblę, Gąski, Piaski i przedmieście św. Marcina. Oblężenie Zaremby trwało, przerwane dwoma rozejmami, do 30 stycznia, kiedy to Rönne zebrał od mieszczan daninę i wypłacił ją konfederatom i zwolnił jeńców w zamian za wycofanie się barzan.
Rosjanie pozostali w mieście do jesieni 1771. Do opuszczenia miasta zmusiło ich wzmożenie działań konfederatów dowodzonych przez Michała Ogińskiego na Litwie oraz groźba zdobycia Warszawy przez Kazimierza Pułaskiego. Jednak nie przyniosło to poznaniakom wolności. 20 października 1771 do miasta wkroczyły oddziały pruskie. Korpusem dowodził gen. Belling, zaś załogą Poznania mjr Heking. Pomimo protestów konfederatów, którzy uważali Fryderyka II za swojego sprzymierzeńca, oraz interwencji Stanisława Augusta, Prusacy stosowali tę samą politykę co podczas wojny siedmioletniej. Niemcy okupowali miasto aż do 8 grudnia 1773, co miało związek z rozpoczęciem obrad Sejmu Rozbiorowego, który ratyfikował I rozbiór Polski. W tym okresie Poznań pozostawał poza głównym nurtem polityki krajowej, zaś jedynym większym wydarzeniem była kasata zakonu jezuickiego i przejęcie jego majątku przez parafię farną. Kolegium natomiast połączono z Akademią Lubrańskiego, tworząc na mocy konstytucji powołującej KEN wojewódzką Szkołę Wydziałową. Odchodząc Prusacy zmusili władze miasta do wydania dokumentu świadczącego o braku szkód wyrządzonych przez armię i uregulowaniu wszelkich rachunków. Wolność nie trwała jednak długo, już 20 grudnia do Poznania ponownie wkroczyli Rosjanie, którzy wycofali się dopiero w 1775.

## Działalność Komisji Dobrego Porządku
W dniu 23 listopada 1778 król powołał do życia, obiecaną już w 1768 r., poznańską Komisję Dobrego Porządku, którą miał kierować starosta generalny Kazimierz Raczyński. Mimo że komisja zebrała się jedynie na dwie kilkumiesięczne sesje, jej działanie, które spotykało się z gorącym poparciem mieszczan oraz osobistym wsparciem Stanisława Augusta, który do działań poznańskiej komisji dokładał środków finansowych z własnej kasy, została uznana za modelową. Rada Nieustająca nakazała drukowanie ustaw poznańskiej Komisji jako wzorów dla innych tego typu organów.
Pierwszym zadaniem Komisji było sporządzenie inwentaryzacji aglomeracji i sporządzenie planów. Inwentaryzacja była bardzo szczegółowa, obejmowała jednak jedynie tereny objęte jurysdykcją miasta. Dzięki niej wiemy np., że w 1779 w obrębie murów istniało 390 budynków mieszkalnych, z czego 74% było murowanych, 6% z muru pruskiego, zaś 20% z drewna. Dodatkowo istniało 57 gmachów publicznych, do których zaliczono 3 największe bramy i ok. 30 baszt. Wymieniono również 8 klasztorów, 9 kościołów, zbór i 3 bożnice. W obrębie miejskiej jurysdykcji (a więc z należącymi do miasta przedmieściami) znajdowało się ponadto ok. 80 niezabudowanych parceli.
Po sporządzeniu szczegółowego obrazu miasta podjęto działania. Aby ożywić rozwój miasta nakazano radzie wykonać przymusowe licytacje niezabudowanych parceli. Ponadto każdy nowy zakład rzemieślniczy lub manufaktura w mieście były zwalniane z podatków na 3 lata. Dodatkowo zobligowano miasto do remontu jednego budynku publicznego rocznie. Za najpilniejsze potrzeby uznano odbudowę wieży ratuszowej oraz zamku. Działania były tak skuteczne, że gdy po II rozbiorze Prusacy dokonali podobnej inwentaryzacji, w mieście były tylko 3 puste parcele, zaś na przedmieściach 11. Wyremontowano wiele kamienic, zachowując jednocześnie przejrzysty układ średniowieczny, łącznie z rozplanowaniem parceli (jedynym wyjątkiem był pałac Działyńskich). Odbudowano ratusz, dodając na jego szczycie białego orła, wybudowano odwach, odbudowano zamek. Odbudowano również zniszczoną przez pożar w z 1772 katedrę. W owym okresie, w przeciwieństwie do poprzedniej epoki, powstał tylko jeden budynek sakralny – ewangelicki zbór Świętego Krzyża (dziś kościół Wszystkich Świętych na przedmieściu Grobla). Jedynym negatywnym efektem tego gwałtownego rozwoju było zniszczenie wielu zabytków gotyckich i renesansowych poprzez przebudowę w stylu klasycystycznym. Rozebrano również zniszczoną dawną farę.
Kolejnym problemem, z którym starała się uporać komisja, było zagrożenie pożarowe. Nakazała ona usunąć drewniane szopy z rynku. W mieście odtąd można było wznosić jedynie budynki murowane, z dachami wykonanymi z materiałów niepalnych. Nakazano likwidację wszystkich strzech, zaś w istniejących budynkach podczas remontów mur pruski miał być zastępowany elementami z cegły, zaś gont dachówką lub blachą. Na przedmieściach natomiast zezwolono na wznoszenie domów z muru pruskiego i gliny, zabraniając stawiania chat z drewna. Jako materiał na pokrycie dachu dopuszczano również gont. Ważnym aspektem tych przepisów jest fakt, że stosować się musiały do nich również posesje wyjęte spod władzy miejskiej. Ponadto zobligowano mieszczan do zakupu dwóch „sikawek”, z czego kosztem jednej obarczono Żydów, w których dzielnicy znajdowała się największa liczba budynków drewnianych. Do udziału w akcjach gaśniczych zobowiązano zaś osoby wyznaczone przez poszczególne cechy. Wprowadzono także częste kontrole kominów, a nową, odbudowaną wieżę ratusza wyposażono w piorunochron. Części z tych postanowień nie udało się jednak wyegzekwować, zwłaszcza dotyczyło to rozbiórki domów drewnianych.
W celu poprawy komunikacji nakazano właścicielom posesji przywrócić odpowiedni stan drogom do nich przylegającym. Poza miastem drogi zostały wyprostowane i obsadzone alejami drzew. Przywrócono również żeglowność Warty, likwidując młyny i ich groble. Zaś aby zapewnić komunikację obu brzegów rzeki nakazano miastu odbudowę mostu i uruchomienie dodatkowo połączenia promowego.
Kolejnym problemem było istnienie jurydyk. W początkowym okresie działalności Komisji, podczas inwentaryzacji sporządzono również szczegółową listę zaległości finansowych tych tworów względem miasta. Rozpoczęto również procesy, które miały wyegzekwować należności. Największym sukcesem tego okresu było włączenie podległych staroście Rybak pod jurysdykcję miasta przy zachowaniu należności finansowych względem starosty. W przypadku pozostałych jurydyk udało się zasadniczo wymusić regularne płacenie należności przy zachowaniu ich odrębnego statusu. Począwszy od 1789 w Poznaniu rozpoczęła działalność Komisja Porządkowa Cywilno-Wojskowa. Jej zadaniem miało być dokonanie spisu wszystkich nieruchomości objętych obowiązkiem kwaterunkowym, również dóbr szlacheckich i kościelnych, pomimo sprzeciwu ich właścicieli.
Prawną podstawę do likwidacji jurydyk dała dopiero ustawa Miasta nasze królewskie wolne w państwach Rzeczypospolitej z 1791, która znosiła jurydyki i miasteczka na gruntach nadanych pierwotnie miastu przy zachowaniu powinności finansowych względem dotychczasowych właścicieli. Na mocy tego prawa powstała w mieście Komisja Policji Obojga Narodów, która egzekwowała te przepisy. Pod jurysdykcję miasta włączyła ona Chwaliszewo, Śródkę, Ostrówek, Zawady, Rybaki oraz przedmieścia św. Marcina i św. Wojciecha. Wiosną 1792 Komisja Policji wprowadziła też nowy podział administracyjny. Powiększony teren miasta podzielono na trzy cyrkuły i osiem dozorów. Jednak pozostałe jurydyki, które miały zostać włączone do miasta, opierały się. Kolejną próbę podjęła konfederacja targowicka, która ustawą grodzieńską z 1793 zniosła jurydyki, jednak były to zmiany nietrwałe, a ostateczną likwidację przeprowadziły dopiero władze pruskie.
Dzięki Komisji otoczono również Poznań nowym murem, w wielu miejscach wzmocnionym murem zewnętrznym. Do miasta prowadziły cztery bramy: Wrocławska, Wielka, Wodna i Wroniecka, oraz trzy furtki dla pieszych. Silnie rozrosły się przedmieścia na lewym brzegu Warty, zaś miasteczka leżące na wschód od rzeki zostały zdegradowane do roli przedmieść. W obrębie murów 28, wybrukowanych jeszcze w czasach saskich, ulic dzieliło miasto na dość regularne kwartały.

## Ustrój miasta wprowadzony przez Komisję Dobrego Porządku
Nowy ustrój miasta wprowadziła w 1779 Komisja Dobrego Porządku. Zasadniczo wzmacniał on władzę magistratu, czyli kolegialnego organu na który składał się prezydent, wiceprezydent, wójt i pięciu rajców, zmniejszono natomiast uprawnienia pozostałych porządków, czyli ławy i rady dwudziestu. Ta pierwsza co prawda nadal składała się z wójta i siedmiu ławników, pozostawiono jej również uprawnienia najniższego sądu miejskiego, jednak gdy magistrat dopuszczał ją do obrad nad dobrem publicznym, ławnicy zasiadali za pisarzem miejskim, pisarzem wójtowskim oraz za sekretarzem miasta. Kolegium dwudziestu zredukowano natomiast do 12 osób, którym nadal przewodniczył trybun. Jej jedynym prawem był udział w wyborach do rady miejskiej i w obradach nad dobrem publicznym, gdzie jej przedstawiciele nie mogli jednak wypowiadać się osobno, lecz mogli jedynie przedstawiać wspólne rezolucje.
Utrzymano również dożywotność stanowisk w radzie miejskiej. W przypadku konieczności uzupełnienia jej składu trzy porządku pod przewodnictwem wójta obierały czterech kandydatów, których następnie przedstawiano Staroście Generalnemu Wielkopolski do którego należał wybór. Również wójt i ławnicy obierani byli w sposób pośredni. Otóż kolegium, obecnie już dwunastu mężów, wybierało dwóch kandydatów na wakujące stanowisko, spośród których rada wyznaczała nowego urzędnika. To również rada wybierała wśród właścicieli miejskich nieruchomości osoby na miejsca w kolegium dwunastu.
Komisja dokonała również dość szczegółowego podziału kompetencji między poszczególnych urzędników:
- prezydent – „najwyższy rządca miasta”, podlegający od 1775 do 1788 Departamentowi Policji Rady Nieustającej
- wiceprezydent – odpowiadał za administracje miejską, sprawy porządku, bezpieczeństwo przeciwpożarowe, a także budowlane i drogowe. Miał również walczyć z żebractwem i włóczęgostwem, sprawować pieczę nad handlem żywnością, oraz codziennie rozpatrywać sprawy sądowe związane z sierotami
- wójt – przewodniczył obradom ławy sądowej, a w sprawach drobniejszych sądził sam z pomocą pisarza wójtowskiego. Był również pełnoprawnym członkiem magistratu.
- ławnicy – poza prawem uczestnictwa w obradach ławy sądowej, mieli wraz z pisarzem wójtowskim dokonywać otaksowania majątków, wizji lokalnych, a także sporządzania lub odbierania testamentów od umierających mieszczan
- pisarz miejski, pisarz wójtowski i sekretarz miejski – spisywali uchwały i wyroki magistratu i ławy, a także odpowiadali za należyty porządek w archiwum miejskim
- administrator – obierany spośród rajców. Miał dbać o porządek w mieście, a także sprawować władzę administratorską i sądowniczą w należących do miasta wsiach. Miał on również za zadanie ściągać należne miastu podatki, czynsze i inne dochody
- kasjer – sprawował nadzór nad miejską kasą. Przyjmował od administratora pieniądze i spis miejskich dochodów. Mógł też się od niego domagać uzupełnienia brakujących przychodów. Pieniądze z kasy wypłacał natomiast jedynie za asygnatą magistratu (rady) lub prezydenta. Co kwartał rozliczał się ze stanu kasy przed trzyosobową komisją, którą wybierała rada
- kwatermistrz – zbierał serwituty, podatki od komorników, ludzi wolnych zawodów, a także podatki na utrzymanie stróżów nocnych i hutmana. Do jego obowiązków należało również zaspokajanie potrzeb garnizonu stacjonującego w mieście oraz dostarczanie należnych dóbr wojskom przez miasto przemaszerowującym
- instygator – pełnił rolę oskarżyciela w procesach przed sądami miejskimi

Przywrócono również zarzucone w początku XVI w. sądy wiecowe, które powoływał już akt lokacyjny z 1253. Miały się one odbywać co kwartał. Władze sądowniczą miała również sama Komisja Dobrego Porządku. Jej podlegały spory o grunty między miastem i szlachtą, magistratem a obywatelami oraz sprawy związane z gminą żydowską. Od jej wyroków można było się odwołać do sądu asesorskiego.

## Reformy Sejmu Czteroletniego
Połączona z Konstytucją 3 Maja, a uchwalona przez Sejm Czteroletni 18 kwietnia 1791 konstytucja „Miasta nasze królewskie wolne w państwach Rzeczypospolitej” nadała obywatelom, czyli osobom posiadającym nieruchomości w mieście, prawo do wyboru magistratu, a także gwarantowała prawo dziedziczności majątku identyczne jak szlachcie. Prawa te rozciągały się również na miejskie wsie. Ta sama konstytucja zniosła również jurydyki. Ich dotychczasowi właściciele zachowali prawo do czynszu, lecz sprawy administracyjne i sądownicze znalazły się odtąd w gestii miasta.
Wprowadzono również instytucję sądów apelacyjnych, która stanowiła podstawę do stworzenia nowej organizacji wydziałowej miast. Wydział skupiał miasta leżące w jurysdykcji jednego sądu apelacyjnego. Siedziba jednego z takich sądów, dla województwa poznańskiego i ziemi wschowskiej, znalazła się w Poznaniu. W związku z tym miały tu co dwa lata odbywać się zgromadzenia wydziałowe. Zgromadzenie takie składało się z deputatów wybieranych w mniejszych miastach lub cyrkułach miast większych. Zgromadzenie takie wybierało plenipotenta miast wydziału, który stawał się posłem na Sejm. Mógł on także zostać wybranym do któreś z komisji wielkich (czyli ministerstw) lub do sądu asesorskiego. Plenipotent musiał być obywatelem miejskim, właścicielem nieruchomości oraz mieć praktykę we władzach miejskich lub ziemskich.
Inną bardzo ważną zmianą którą wprowadziła ta konstytucja było zniesienie wszelkich praw i przywilejów miejskich niezgodnych z nią. Po raz pierwszy prawo we wszystkich miastach stało się jednolite. Zniosło to konkurencję między poszczególnymi ośrodkami o nowe przywileje, tworząc zarazem sytuację w której obywatele wszystkich miast królewskich współpracowali chcąc zapewnić sobie lepszą reprezentację w sprawowaniu władzy, zarówno w miastach, jak i w kraju.
Kolejna konstytucja, Urządzenie wewnętrzne miast wolnych Rzeczypospolitej w Koronie i Wielkim Księstwie Litewskim, z 30 czerwca 1791 wprowadziła dalsze zmiany. Wprowadzono zgromadzenia ludowe, skupiające po ok. 500 obywateli. Obszar, który taka liczba mieszczan zamieszkiwała tworzył cyrkuł. Początkowo przyłączone do Poznania jurydyki stanowiły osobne cyrkuły. Samo miasto podzielono na trzy takie okręgi. Mniejszą jednostkę stanowił dozór, na który składało się 100 do 200 obywateli. Poznań dzielił się na osiem takich jednostek. Zgromadzenia ludowe wybierały władze cyrkułowe, w tym stojących na czele każdego z cyrkułu wójta cyrkułowego, oraz władze miejskie. Uchwalały również podatki miejskie oraz wysłuchiwały relacji deputatów miasta na zgromadzenia wydziałowe.
Zreformowano również magistrat. Odtąd wybierany był on na dwuletnią kadencję, a składał się na niego prezydent, wiceprezydent, oraz trzech radnych, po jednym z każdego cyrkułu. prezydent zachował część władzy sądowniczej, zaś w drobniejszych sprawach na terenie cyrkułu sprawowali ją wójtowie cyrkułowi.
Pierwsze zgromadzenie Wydziału Poznańskiego miało miejsce w dniach od 10 do 12 sierpnia 1791 na poznańskim ratuszu. Wzięli w nim udział deputaci cyrkułów Poznania oraz Babimostu, Brójca, Kopanicy, Kościana, Międzyrzecza, Mosiny, Obornik, Rogoźna, Skwierzyny, Śremu oraz Wschowy. Zgromadzenie to wybrało jednomyślnie na plenipotenta szlachcica, obywatela Poznania i Śremu Józefa Wybickiego. Ponadto uchwalono dezyderaty, które Wybicki miał przedstawić Sejmowi. Zawierały one m.in. podziękowania dla króla za reformy, prośbę o dopuszczenie prawników miejskich do prac nad kodeksami praw cywilnego i karnego. W dalszej kolejności proszono o opiekę nad wdową po prezydencie Warszawy Janie Dekercie oraz o względy dla zasłużonego adwokata Franciszka Brassa. Następnie proszono o przyznanie przywilejów podatkowych królowi kurkowemu Poznania, monopol dla obywateli miast Wydziału Poznańskiego na zakładanie magazynów zbożowych w tychże miastach. Proszono w dalszej kolejności zniesienie przywilejów właścicieli młynów wodnych w tych miejscach gdzie zakazywały one wznoszenia wiatraków, prośbę o pomoc w uzyskaniu duplikatów praw miejskich miast które je utraciły lub ich nigdy nie otrzymały. Komisję Skarbu Obojga Narodów proszono o zgodę na opłacanie podatków również w monecie pruskiej, a także o wyłożenie środków na przywrócenie spławności Warcie. Komisję Wojskową Obojga Narodów proszono o zredukowanie nadmiernych obciążeń kwaterunkowych którymi miasta obłożyły Komisje Porządkowe Cywilno-Wojskowe. Ostatnią prośbą było anulowanie przywilejów nadanych Żydom, które przekraczały ich dawne przywileje i umowy między miastami a gminami żydowskimi. Ostatnia uchwała zobowiązywała plenipotenta do głosowania podczas obrad Sejmu za restauracją zakonu jezuitów.
Jak ważne było zgromadzenie wydziałowe dla mieszczan najlepiej świadczy zmiana oficjalnej tytulatury miasta z „Miasto Jego Królewskiej Mości Poznań” na „Miasto wydziałowe Poznań”.

## Konfederacja targowicka i II rozbiór Polski
Rewolucyjne reformy Sejmu Wielkiego budziły niepokój u sąsiednich mocarstw – Prus i Rosji. Chcąc przywrócić stary system, cesarzowa Katarzyna II, doprowadziła do zawiązania 27 kwietnia 1792 w Targowicy prorosyjską konfederację. W związku z brakiem sił zbrojnych konfederaci, zgodnie z planem Katarzyny, poprosili o zbrojną pomoc Rosję, co zapobiegło oskarżeniom wobec carycy o bezpośrednią interwencję w Rzeczypospolitej. Armia rosyjska weszła na teren kraju 18 maja 1792, a wierne rządowi wojska stawiły jej opór.
Gdy wieści o konfederacji i wojnie dotarły do Poznania w mieście odbywał się właśnie jarmark świętojański. Duża liczba szlachty przebywająca wówczas w mieście zwołała wiec pod przywództwem posła na Sejm Wielki, poznańskiego stolnika Celestyna Sokolnickiego. Uchwalono na nim konieczność obrony konstytucji oraz potępiono targowiczan. Powołano również ochotniczy oddział złożony z 5000 ludzi, choć tylko 200 z nich było dość dobrze uzbrojonych. W obronie nowego porządku wystąpili również mieszczanie. Rada miejska, chcąc zapobiec działaniom emisariuszy konfederackich nakazała od dnia 18 czerwca meldować u wójtów cyrkułowych wszystkie przyjazdy i wyjazdy. Natomiast wszyscy włóczędzy mieli zostać aresztowani i przesłuchani, a następnie oddelegowani do prac publicznych, 21 lipca Rada zobowiązała mieszczan do pełnienia straży nocnej, zaś 7 sierpnia wprowadzono znacznie szersze uprawnienia dla policji. W tym samym czasie odbywały się liczne zbiórki i aukcje mające zgromadzić środki finansowe dla armii rządowej.
Jednocześnie, od połowy lipca do miasta zaczęły napływać wieści o koncentracji wojsk pruskich na granicy z Wielkopolską. Mimo to silne nastroje prorządowe sprawiły, że w regionie konfederację zawiązano najpóźniej w kraju, dopiero 20 sierpnia w Środzie Wielkopolskiej. Konfederaci pod przywództwem Łukasza Bnińskiego i Jakuba Bilińskiego potępili co prawda uchwały z jarmarku świętojańskiego, jednak gdy nie dotrzymano wyznaczonego terminu 10 września na złożenie przysięgi wierności konfederacji, przedłużono go o cztery tygodnie, a gdy i tego terminu nie dotrzymano, nie wprowadzono represji. Świadczyło to o raczej wielkopolskich konfederatów do zapobieżenia rozbiorowi niż o walce ze zwolennikami konstytucji.
Wydany przez konfederatów 30 sierpnia uniwersał przywrócił co prawda stary system władzy w mieście, jednocześnie jednak zezwolił mieszczanom na wybór dwóch delegatów na obrady konfederacji w Grodnie w celu obrony interesów Poznania. Planowane na 15 lutego 1793 wybory jednak nie odbyły się już. W dniu 16 stycznia na ręce kanclerza koronnego Jacka Małachowskiego złożono deklaracje Fryderyka Wilhelma II stwierdzającą, że „cała Rzeczpospolita, a szczególnie Wielkopolska zarażone jadem demokratyzmu francuskiego” zagrażają Prusom i w związku z tym wojska pruskie wkraczają do Wielkopolski celem przywrócenia porządku. Oddziały niemieckie wkraczając do Wielkopolski nie napotkały oporu w związku z rozbrojeniem przez targowiczan stacjonującej tu dywizji dowodzonej przez gen. Byszewskiego. Oddziały dowodzone przez gen Möllendorfa podeszły pod Poznań 30 stycznia. Stanowiący załogę miasta pułk dowodzony przez Kazimierza Raczyńskiego wobec przewagi wroga opuścił miasto wycofując się na Kórnik, zaś Poznań w dniu 31 stycznia został bez walki zajęty przez Prusaków.
W pierwszych dniach okupacji pruskie władze wojskowe pozwoliły co prawda działać dotychczasowej radzie miasta, podporządkowano ją jednak pruskiej armii. Od 9 lutego mieszczan obłożono obowiązkiem aprowizacyjnym na rzecz wojska okupacyjnych. Wprowadzono również pierwsze represje wobec Żydów. Zakazano również handlu. Wywołało to w lutym i marcu drobne zamieszki w mieście, które jednak zostały szybko stłumione. Akt homagialny miał miejsce 7 maja. Zaś 10 czerwca cywilny zarządca miasta wydał rozporządzenie nakazujące zakończenie pracy przez wszystkie polskie urzędy pracy do 4 lipca. W tym też dniu zakończył się okres Rzeczypospolitej Obojga Narodów w Poznaniu, a rozpoczął się ponad stuletni okres obcego panowania, przerywany jedynie krótkimi epizodami.

## Rozwój gospodarczy
Na początku panowania Stanisława Augusta sytuacja gospodarcza Poznania nie należała do najlepszych. Pomimo starań rady miasto było zmuszone zaciągać olbrzymie kredyty aby zrównoważyć budżet. Powołana przez króla Komisja Dobrego Porządku miała tę sytuację poprawić. Obliczono, że w 1768 długi miasta wynosiły 417 050 złotych polskich z czego 334 182 złote pożyczono od duchowieństwa. Działalność Komisji sprawiła, że w ciągu następnych 14 lat spłacono około 100 000 złp, głównie wierzycielom świeckim. Zakazano również radzie zaciągania nowych kredytów bez zgody Departamentu Policji.
Aby odbudować miejską gospodarkę przystąpiono również do restrukturyzacji podległych miastu wsi. Do najważniejszych posunięć należało sprowadzenie kolonistów, którzy mieli zasiedlić zrujnowane przez wojny zagrody. Pochodzili oni zarówno z Polski, jak i krajów ościennych, jak bambrzy. Drugą ważną zmianą było całkowite zniesienie pańszczyzny i zastąpienie jej czynszem.
Zniesienie odrębności administracyjnej jurydyk nie było jedynym aktem mającym umocnić miasta. Zakazano również przekazywania w jakikolwiek sposób nieruchomości w mieście w ręce szlachty lub duchowieństwa.
Kolejnym zadaniem jakie postawiła przed sobą Komisja było ograniczenie monopolu cechowego. W tym celu wspierała zakładanie manufaktur i fabryk. Działania te obejmowały m.in. zwolnienia podatkowe na trzy lata. Dzięki takiej postawie Komisji kupiec Jan Kluga uzyskał w 1780 od rady miejskiej pozwolenie na założenie dużej garbarni oraz fabryk materiałów jedwabnych i wełnianych. Natomiast w 1791 powstała w Poznaniu pierwsza spółka przemysłowa, która założyła fabrykę mydła.
Wszystko to sprawiło, że dzięki Komisji Dobrego Porządku Poznań przeszedł z feudalizmu do wczesnej formy kapitalizmu.

## Poznańczycy
W raporcie z 1777 przygotowanym dla Rady Nieustającej znalazły się również dane dotyczące mieszkańców miasta. Są one jednak niekompletne, gdyż nie uwzględniają wszystkich mieszkańców przedmieść, jurydyk, urzędników innych niż miejscy, szlachty i duchowieństwa ze służbą. Nie jest również pewne czy spis objął wszystkie przedmieścia. Również nie jest pewne czy liczba 1572 Żydów podana przez starszyznę gminy nie jest zaniżona. Można jednak przyjąć, że aglomeracja liczyła co najmniej 8355 mieszkańców, jednak wielu uważa, że jest to duże niedoszacowanie i ocenia ją na ok. 11 tysięcy osób.
Działalność Komisji Dobrego Porządku i związany z nią rozwój gospodarczy przyczynił się także do znacznego wzrostu ludności. Szacuje się, że na początku działalności Sejmu Czteroletniego aglomeracje zamieszkiwało ok. 13 tysięcy osób zaś dla 1793 ok. 17 tysięcy. Co prawda rok później rząd Pruski przeprowadził spis w którym liczba ta wyniosła ok. 15 tysięcy z czego 4738 osób w murach, 2355 w niezależnej dotychczas dzielnicy żydowskiej, 640 na przedmieściu św. Wojciecha, 2344 na przedmieściu św. Marcina, 255 na Ostrówku, 329 na Śródce, 1052 na Chwaliszewie, 126 na Piotrowie, 304 na Ostrowie Tumskim oraz 425 w klasztorach. Do tej sumy należy dodać ludność niewymienionych osad takich jak Rybaki czy Półwieś, zatem liczbę 17 tysięcy można uznać za nieco zawyżoną.
Co do narodowości mieszkańców Poznania przyjmuje się, że tuż przed pierwszym rozbiorem Polacy stanowili ok. 70%, Żydzi 20% zaś Niemcy 10%, jednak rozkład ten nie był równomierny o ile Żydzi zamieszkiwali niemal wyłącznie obszar nazywany dzielnicą żydowską leżący w obrębie murów, to wielu Niemców było gospodarzami sprowadzonymi do zrujnowanych wsi. Tuż po wielkiej wojnie północnej stanowili oni ok. 50% mieszkańców podpoznańskich wiosek.
Podobne dane uzyskujemy analizując dane dotyczące wyznań. Katolicy stanowili 60% ogółu mieszkańców, żydzi 20–25% zaś luteranie ok. 15%. Ponadto w aglomeracji żyły jeszcze małe grupy kalwinów i grekokatolików.
Charakterystyczny był także rozkład warstw społecznych na terenie miasta. O ile najliczniejsza grupa, czyli rzemieślnicy, dość równomiernie zasiedlali obszar miasta w murach i przedmieść. W obrębie murów natomiast koncentrowali się kupcy i szlachta. Duchowieństwo zamieszkiwało zasadniczo klasztory i okolice, a także Ostrów Tumski. Osoby trudniące się rolnictwem mieszkały głównie w podmiejskich wsiach. Stosunkowo nowe zjawisko stanowili tzw. „ludzie wolni”, czyli osoby nie posiadające nieruchomości i nie mieszczące się w feudalnym układzie społecznym. Ta nowa grupa tuż przed rozbiorami stanowiła niemal 25% osób zamieszkujących aglomerację. Uważa się, że stanowili oni sygnał przemian w społeczeństwie i gospodarce, które zaowocowały rewolucją przemysłową.